# Jacob Jacobsen (skuespiller)
 For alternative betydninger, se Jacob Jacobsen. (Se også artikler, som begynder med Jacob Jacobsen)
Jacob Jørgen Jacobsen (født 24. maj 1865 i København, død 12. november 1955 smst.) var en dansk journalist, skuespiller, teater- og biogafdirektør. Han var søn af overretsprokurator Johan Herman Jacobsen (1824-1895) og Adelgunde Georgine Marie de Svanenskiold (1841-1912). Student fra Metropolitanskolen 1883, cand. phil. fra Københavns Universitet 1884. Påbegyndte jurastudiet sammesteds, men blev i stedet korrespondent i Paris for Politiken og dagbladet København.
Var en hovedkraft bag realiseringen af Studentersamfundets frie scene. Debuterede som skuespiller på Folketeatret den 14. december 1891 i rollen som konsul Bøje i Otto Benzons Sportsmænd. Virkede ved dette teater indtil 1898, hvor han blev hentet til Dagmarteatret af direktør Martinius Nielsen.
Var i 1905 leder af De Otte, en gruppe af skuespillere fra Dagmarteatret, der havde ambition om at realisere et andelsteater i København og turnerede i Norge og Sverige i sæsonen 1905-06. Da justitsminister P.A. Alberti afviste De Ottes ansøgning om en teaterbevilling og truppen opløstes, blev han fra oktober 1906 tilknyttet Aarhus Teater som sceneinstruktør og skuespiller. Efter stifteren Benjamin Pedersens død i 1908 avancerede han til teaterdirektør, en stilling han bestred indtil 1913, hvor uenigheder med teatrets repræsentantskab kulminerede med hans afgang og han afløstes af Aage Garde.
Fra 1914 til 1920 sceneinstruktør ved Casino og derefter direktør for eget omrejsende teater. Fik i 1924 sammen med Carl Ludvig Emil Jensen bevilling til biografen Colosseum på Nørrebro i København. Drev denne til sin død i 1955, bevillingen overgik siden til Fleming Lynge.
Bearbejdede adskillige udenlandske skuespil til dansk, mest berømmet London i Lygteskær, som blev en kæmpe publikumssucces på Casino og som hustruen Christel Holch medvirkede i.
Gift første gang 30. juni 1896 i Skagen med skuespillerinden Olivia Johanne Margrethe Jørgensen, ægteskabet blev opløst i 1909. Gift anden gang 24. maj 1911 i Farum med skuespillerinden Christel Holch. Far til skuespillerinden Annelise Jacobsen (1921-87) og filminstruktøren Johan Jacobsen (1912-1972).
Begravet på Assistens Kirkegård i Skagen.